# Leopold Raabe
Leopold Raabe (ur. 4 lutego 1908 w Częstocinach, zm. 1987 w Dzięgielowie) – polski pastor ewangelicki.

## Życiorys
W 1935 został ordynowany w Warszawie przez ks. Juliusza Burschego. W 1936 został przeniesiony do Świętochłowic i Chorzowa Batorego jako prefekt.
Walczył o polskość Świętochłowic i Chorzowa. W 1939 został aresztowany przez władze niemieckie. Był proboszczem w latach 1945–1957 kościoła ewangelickiego im. Jana Chrzciciela w Świętochłowicach. Później w Skoczowie, na Wirku, w Mysłowicach, Hołdunowie, Prudniku, Nysie i Głogówku. W latach 1956–1962 był członkiem Synodu Kościoła Ewangelicko-Augsburskiego.